# 木村半兵衛 (4代)

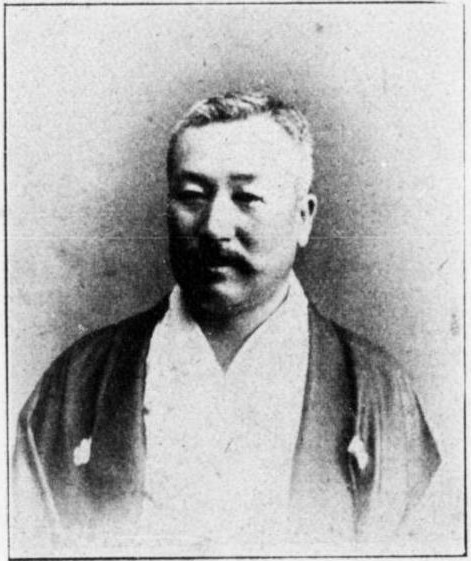
木村半兵衛

4代 木村 半兵衛（半兵衞、きむら はんべえ、1857年1月18日（安政3年12月23日）- 1934年（昭和9年）9月12日）は、明治期の実業家・政治家。衆議院議員、栃木県会議長。幼名は勇三。

## 経歴
下野国足利郡小俣村（栃木県足利郡小俣町、坂西町を経て現足利市坂西地区）で、豪商・3代木村半兵衛の長男として生まれる。小俣学校の川上広樹から漢籍、政経学を、詩人・高林五峯から漢詩を学んだ。1886年（明治19年）父の死去に伴い家督を相続し4代半兵衛を襲名し、織物買継商を営む。
1875年（明治8年）頃、物産の改良、人心の啓蒙のため弘業談話会を設立し田口卯吉などによる講演会を開催し、1882年（明治15年）8月の足利工商会の設立を実現した。また地域の織物業の発展のため、足利郡、梁田郡、安蘇郡と群馬県の邑楽郡、山田郡の区域で会員千余人の足利物産区画を設け、粗製乱造防止にも務めた。足利機業組合頭取、東洋柞蚕社長、日本燐礦常務取締役にも就任した。また、両毛鉄道の敷設にも尽力し、両毛鉄道副社長を務めた。
1881（明治14年）旭香社を設立し県内3番目、足利初の新聞『叢鳴珍談』を創刊。1882（明治15年）1月『足利新報』に改題し、同年9月、第二次『栃木新聞』と合併して『杤木新聞』となり、さらに1884年（明治17年）3月、県内初の日刊紙『下野新聞』となった。
1888年（明治21年）3月、第5回栃木県会議員半数改選で当選して6期在任し、同参事会員、同副議長、同議長にも在任。県会では足尾鉱毒被害への対応について田中正造と対立した。その他、足利学校遺跡保護委員、勧業諮問会員、教育諮問会員、地方衛生会員、農林会員、足利郡会議員、同議長、地方森林会議員なども務めた。
衆議院議員総選挙で第1回衆議院議員総選挙から第6回総選挙に立候補したが、いずれも田中正造に敗れた。1902年（明治35年）8月、第7回衆議院議員総選挙（栃木県郡部、憲政本党）に出馬して初当選し、第10回総選挙まで再選され、衆議院議員に連続4期在任。1909年（明治42年）日本製糖汚職事件で検挙され、同年7月3日に、東京地方裁判所第二刑事部において重禁固4ヶ月、執行猶予3年の有罪判決が言い渡され、同日、衆議院議員を退職した。これにより勲四等を褫奪された。

## 国政選挙歴
- 第1回衆議院議員総選挙（栃木県第3区、1890年7月、自由党）次点落選[11]
- 第2回衆議院議員総選挙（栃木県第3区、1892年2月、自由党）次点落選[11]
- 第3回衆議院議員総選挙（栃木県第3区、1894年3月、自由党）次点落選[11]
- 第4回衆議院議員総選挙（栃木県第3区、1894年9月、自由党）次点落選[12]
- 第5回衆議院議員総選挙（栃木県第3区、1898年3月、進歩党）次点落選[12]
- 第6回衆議院議員総選挙（栃木県第3区、1898年8月、憲政本党）次点落選[12]
- 第7回衆議院議員総選挙（栃木県郡部、1902年8月、憲政本党）当選[13]
- 第8回衆議院議員総選挙（栃木県郡部、1903年3月、憲政本党）当選[13]
- 第9回衆議院議員総選挙（栃木県郡部、1904年3月、憲政本党）当選[13]
- 第10回衆議院議員総選挙（栃木県郡部、1908年5月、憲政本党）当選[17]

## 伝記
- 宇賀神利夫『木村半兵衛伝』新日本政治経済研究会、1974年。※栃木県立図書館所蔵

## 親族
- 長女 阿由葉サダ（阿由葉勝作の妻）[2]